# Histricostoma caucasicum
Histricostoma caucasicum is een hooiwagen uit de familie aardhooiwagens (Nemastomatidae).